# Craving
Il termine craving (tradotto letteralmente in: brama o desiderio insaziabile), indica il desiderio incontrollabile di assumere una sostanza stupefacente o un particolare alimento.
Il desiderio irrefrenabile è spesso accompagnato da una ricerca compulsiva o dall'attuazione di determinati comportamenti al fine di ottenere l'oggetto di cui si sente il forte bisogno.
Si manifesta spesso come sintomo di una crisi d'astinenza. 
Con lo stesso termine, viene però anche riferito il desiderio impulsivo di particolari alimenti (ad esempio di cibi che contengono un alto contenuto di grassi o di dolci). Per quanto riguarda gli alcolici, viene anche utilizzato il termine dipsomania. 